# Empresa Portuaria Nacional
La Empresa Portuaria Nacional (EPN) es una entidad autónoma del Estado de Nicaragua, encargada de la administración, operación y modernización de los principales puertos de Nicaragua, tanto en la costa del océano Pacífico como en el mar Caribe, así como en terminales lacustres y fluviales.

## Historia y funciones
La EPN fue creada como organismo responsable de todos los puertos del país, centralizando su gestión bajo un enfoque estatal. Su objetivo es impulsar el comercio exterior, garantizar el funcionamiento logístico de carga y pasajeros, y promover el turismo acuático. También participa en actividades de desarrollo económico a través de proyectos recreativos, como el Puerto Salvador Allende en Managua.
Actualmente, la EPN administra seis puertos internacionales, entre ellos:
- Puerto Corinto, el principal puerto marítimo comercial del país.
- Puerto Sandino, especializado en cargas industriales y energéticas.
- Puerto Arlen Siu y Puerto El Bluff, en la Región Autónoma de la Costa Caribe.
- Puerto San Jorge, en el lago Cocibolca.
- Puerto Salvador Allende, de carácter turístico.

Además, colabora con otras instituciones del Estado en proyectos de seguridad portuaria, comercio internacional e infraestructura logística.

## Proyectos y modernización
Entre las iniciativas recientes destaca la implementación de la "ventanilla única de servicios portuarios" en Puerto Corinto, que agiliza trámites y reduce tiempos de espera para embarcaciones. La EPN también ha impulsado la digitalización de procesos, obras de dragado, y mejoras de muelles en puertos secundarios como San Jorge y El Bluff.
Asimismo, se destaca la inversión en el Puerto Salvador Allende como espacio turístico y recreativo, convirtiéndose en uno de los destinos más visitados de la capital.

## Misión y visión
La EPN define su misión como "ofrecer servicios portuarios, de transporte acuático y turismo con eficiencia, seguridad y calidad", mientras que su visión es "ser una empresa portuaria moderna y competitiva en la región centroamericana".